# SWITCH
SWITCH ist eine Schweizer Stiftung, die seit 1987 Betreiberin des Schweizer Wissenschaftsnetzes der Hochschulen ist.
Der Betrieb des Wissenschaftsnetzwerkes bildet die technologische Basis für den Betrieb der Registrierungsstelle für .ch- und .li-Domain-Namen. «.ch» ist die länderspezifische Top-Level-Domain für die Schweiz (von Confoederatio Helvetica) und «.li» jene für Liechtenstein. Seit März 2004 sind auch IDN-Domainnamen («Umlautdomains») möglich. Der Nameserver befindet sich im IFW-Gebäude der ETH Zürich.

## Geschichte
Im Jahr 2007 wurde der SWITCH Junior Web Award initiiert, einen Website-Wettbewerb für Schulklassen aus der Schweiz und Liechtenstein, lanciert. Die Initiative hatte zum Ziel, das Internet-Know-how bei Schülerinnen und Schülern zu fördern, und wurde vom Dachverband Schweizer Lehrerinnen und Lehrer (LCH) unterstützt. Aufgrund seiner operativen Neuausrichtung und dem damit verbundenen Rückzug als Registrationsstelle für Domain-Namen, hat SWITCH mit der neunten und letzten Preisverleihung 2015 den Förderwettbewerb eingestellt. Insgesamt wurden über 1200 Webprojekte von mehr als 135’000 Schülerinnen und Schülern eingereicht
Im Jahr 2009 wurde das Unternehmen switchplus gegründet, das Dienstleistungen rund um die Registrierung von Domain-Namen anbietet. Aufgrund der anhaltenden Kritik der in der Tochtergesellschaft gebündelten Aktivitäten kündigte 2013 das Schweizer Bundesamt für Kommunikation an, eine Trennung der Aufgaben von Registrar und Registry zu prüfen.
Ab Mai 2012 führte Andreas Dudler die SWITCH als Geschäftsleiter, Präsident der Stiftung wurde Markus Brönnimann von der Universität St. Gallen.

## Kritik
Die Vergabestelle steht seit Jahren in der Kritik, da sie nicht nur als Verwalter der Top-Level-Domain auftritt, sondern über die Tochtergesellschaft Switchplus auch als Registrar. Unter den länderspezifischen Endungen ist das ein bislang einmaliges Vorgehen, das allenfalls noch mit dem Dienst DENICdirect der DENIC vergleichbar ist.
Aufgrund der Konkurrenz zwischen Vergabestelle und Internet-Providern wurde ein Rechtsstreit über die Rolle der Switchplus geführt, der im September 2012 zugunsten von SWITCH beendet wurde. Eine vorausgehende Entscheidung vor dem Bundesverwaltungsgericht hatte SWITCH verloren.
Die Entscheidung der Stiftung, ab 16. Februar 2012 nicht mehr als Domain-Registrar für .li zu fungieren, sorgte für erneute Kritik. Vertreter der Hosting-Branche warfen der Organisation vor, die Regelung zum Transfer einer .li-Domain zu einem anderen Anbieter seien zu kompliziert. Damit werde automatisch ein großer Teil der betroffenen Adressen der eigenen Tochter switchplus zukommen.
SWITCH hat den Direktverkauf von Domains ab dem 1. Januar 2015 eingestellt.